# Verwaltungsgemeinschaft Gommern
In der Verwaltungsgemeinschaft Gommern waren im sachsen-anhaltischen Landkreis Jerichower Land die Gemeinden Dannigkow, Karith und Vehlitz sowie die Stadt Gommern, die Verwaltungssitz war, zusammengeschlossen. Am 1. Januar 2005 wurde sie aufgelöst, indem die Mitgliedsgemeinden in die Stadt Gommern eingemeindet wurden.